# Vol Trans-Colorado Airlines 2286
Le vol Trans-Colorado Airlines 2286 (opérant sous le nom de vol Continental Express 2286) était un vol intérieur régulier de passagers reliant Denver à Durango dans le Colorado, opéré pour Continental Express par Trans-Colorado Airlines (en) qui s'est écrasé le 19 janvier 1988 près de Bayfield, au Colorado, alors qu'il approchait de l'aéroport de Durango-La Plata (en). Sur les 17 personnes à bord, 9 ont été tuées, dont les deux membres d'équipage.
L'enquête du conseil national de la sécurité des transports américain (NTSB) a déterminé que la cause la plus probable de l'accident était le fait que l'équipage n'avait pas suivi le profil de descente approprié. De plus, le NTSB a déterminé que le commandant de bord avait probablement consommé de la cocaïne entre 12 et 18 heures avant le vol et que « la dégradation des performances du commandant de bord résultant de sa consommation de cocaïne peu avant le vol a contribué à l’accident ».

## Avion et équipage

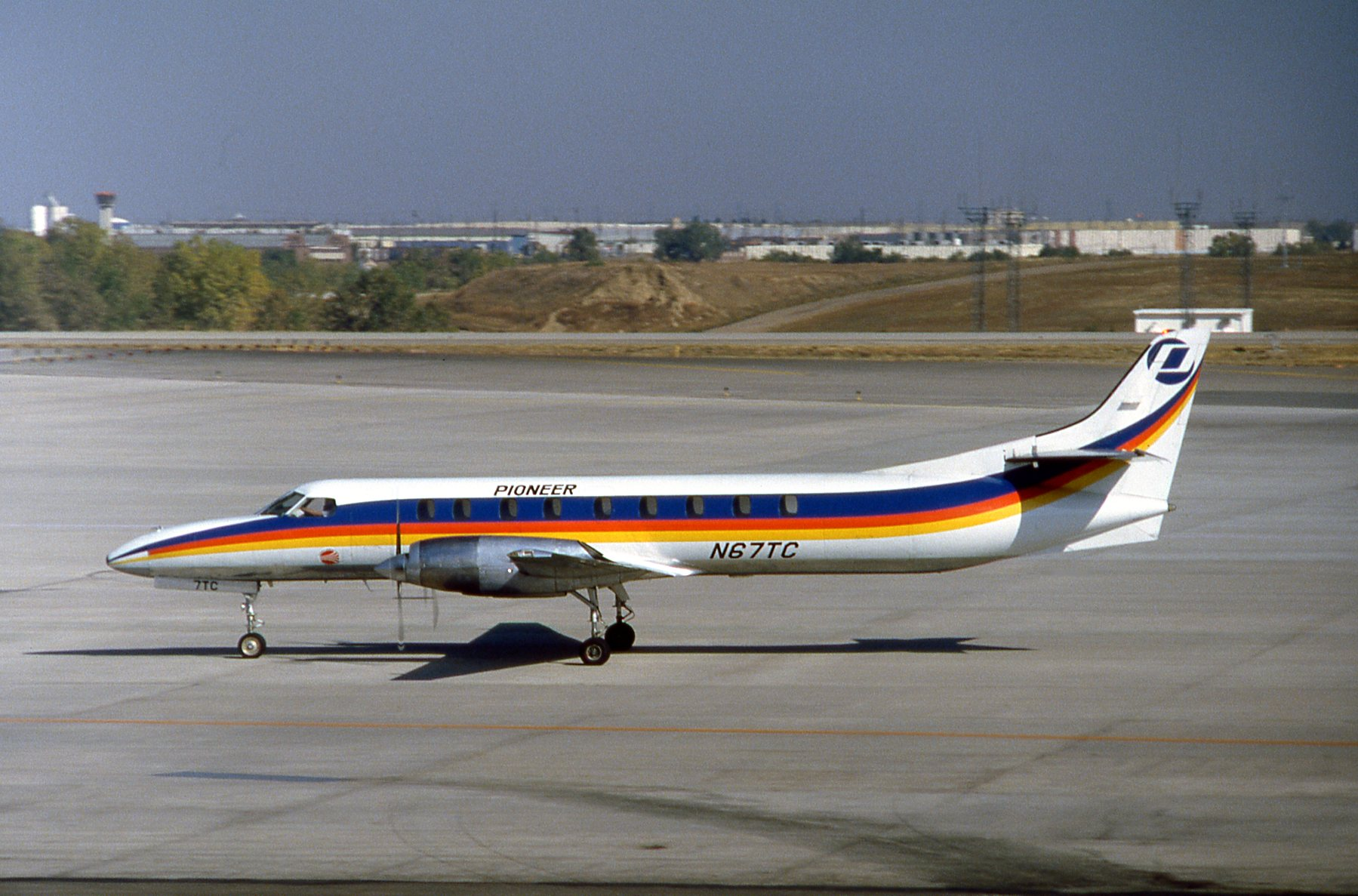
Un Fairchild Metroliner III, similaire à celui impliqué dans l'accident.

Le vol 2286 était exploité par un Fairchild SA227-AC Metro III (numéro d'immatriculation N68TC). Construit à l'origine en 1981, ce bi-turbopropulseur avait été acquis par Trans-Colorado en 1986. Le Metro III avait totalisé environ 12 000 heures de vol au moment de l'accident. L'avion n'était pas équipé d'un enregistreur phonique (CVR) ni d'un enregistreur de données de vol (FDR), et la Federal Aviation Administration (FAA) n'exigeait pas que de tels petits aéronefs régionaux soient équipés de tels enregistreurs à ce moment-là. Après l'accident, la FAA a imposé l'installation d'enregistreurs de vol dans tous les aéronefs effectuant des vols réguliers.
L'équipage était composé du commandant de bord Stephen S. Silver, 36 ans et du copilote Ralph D. Harvey, 42 ans, qui ont rejoint Trans-Colorado respectivement en 1986 et 1987. Le commandant Silver avait accumulé 4 184 heures de vol, dont 3 028 heures sur le Fairchild Metroliner et le copilote Harvey comptait 8 500 heures de vol, dont 305 sur Fairchild.

## Accident
Le vol 2286 a quitté l'aéroport international Stapleton de Denver à 18 h 20 (heure locale) à destination de l'aéroport de Durango-La Plata (en). Au total, 15 passagers et deux pilotes étaient à bord.
À 18 h 53, le vol 2286 a indiqué avoir atteint son altitude de croisière de 23 000 pieds (environ 7 000 mètres). Le contrôleur aérien a avisé le vol 2286 d’une visibilité réduite sur Durango, avec un plafond de 800 pieds (environ 250 mètres) seulement avec de la neige et du brouillard dans la région. À 19 heures, les contrôleurs ont demandé au vol 2286 s'ils souhaitaient effectuer une approche ILS (système d'atterrissage aux instruments) sur la piste 02 ou une approche moins précise sur la piste 20 de Durango. Depuis la position de l'avion, pour effectuer l’atterrissage avec l’ILS, il aurait fallu effectuer un détour pour entamer l’approche sur la piste 02, ajoutant 10 minutes au vol par rapport à une approche plus directe sur la piste 20. Le commandant de bord Stephen Silver, qui avait la réputation d'être un pilote capable de rattraper le temps perdu et d'essayer d'arriver à l'heure, a choisi l'approche sur la piste 20 pour gagner du temps. Le commandant Silver a autorisé l'officier pilote de ligne Ralph Harvey à commencer l'approche sur Durango.
À 19 h 03, le vol 2286 est autorisé à commencer sa descente à partir de 23 000 pieds. Afin de réaliser une approche directe de Durango, le copilote effectue une descente rapide de 3 000 pieds par minute, soit plus de trois fois le taux prévu pour l'approche. À 19 h 14, le vol reçoit l'autorisation pour l'approche sur la piste 20 et indique avoir atteint 14 000 pieds. Le vol 2286 poursuit sa descente jusqu'à ce qu'il heurte le sol et s'immobilise à environ 8 kilomètres de l’aéroport.

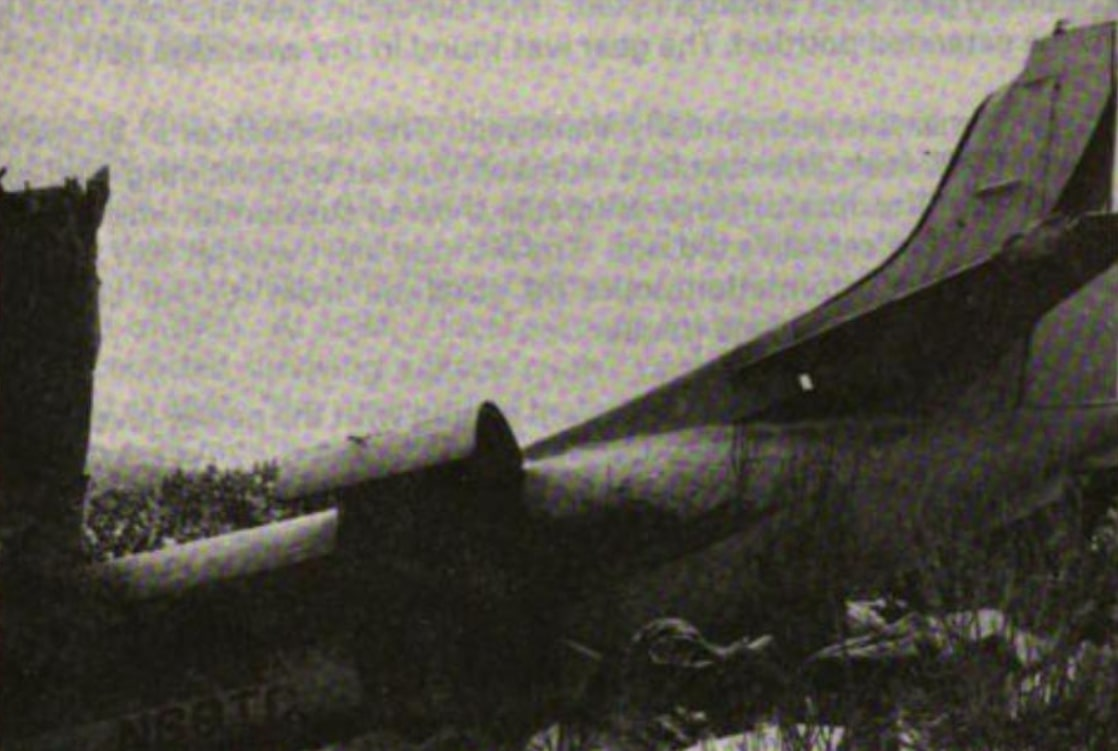
La section arrière du Metroliner, photographié peu après le crash.

Un survivant de l'accident a parcouru plus de 2 kilomètres dans la neige pour rechercher de l'aide. Les deux pilotes et sept passagers ont été tués dans l'accident,.

## Enquête
L’accident a fait l’objet d’une enquête du conseil national de la sécurité des transports américain (NTSB).
Les enquêteurs ont appris que le copilote Ralph Harvey avait des antécédents d'abus d'alcool. Cependant, ce dernier avait passé un examen physique la veille de l'accident et n'avait à ce moment-là ni alcool, ni drogue dans le sang. Les tests réalisés sur son corps indiquent qu'il était négatif pour l'alcool ou les drogues.
Au cours de l'enquête, un pilote a informé le NTSB qu'après l'accident, il avait rencontré une femme prétendant être la fiancée du commandant Stephen Silver. La femme a affirmé s'être « fait un sachet de cocaïne » avec le commandant Silver la nuit précédant l'accident. Le NTSB a tenté de contacter et de poser des questions à la femme, mais n'y est jamais parvenu.
Cependant, des tests réalisés sur le corps du commandant de bord du vol 2286 ont révélé des traces de cocaïne dans le sang et l'urine,,,. Le NTSB a conclu que Silver avait probablement consommé de la cocaïne 12 à 18 heures avant l'accident et que ses compétences de pilote avaient probablement été dégradées du fait de sa consommation de drogue,. Le secrétaire aux Transports des États-Unis de l'époque, James Burnley, a déclaré : « C'est un rappel tragique que même l'aviation commerciale n'est pas exempte du problème de l'abus des drogues qui sévit dans notre société, et renforce mon engagement à aller de l'avant avec un règlement complet sur les tests de dépistage des drogues pour l'industrie de l'aviation. »

Le 4 février 1989, le NTSB publie son rapport final sur le vol 2286, dans lequel il indique sa découverte sur la cause probable de l'accident :
« Le NTSB détermine que la cause probable de l'accident est le vol du copilote en dessous du profil de descente publié et la surveillance inefficace du commandant de bord lors d’une approche non stabilisée. La dégradation des performances du commandant de bord résultant de sa consommation de cocaïne peu avant le vol a contribué à l’accident. »
De plus, l'appareil n'était pas équipé d'un système d'avertissement de proximité avec le sol (GPWS) qui aurait, peut-être, permis d'avertir les pilotes du rapprochement avec le relief et ainsi d'éviter l'accident. En effet, selon les enquêteurs, si l'appareil avait été équipé d'un GPWS, celui-ci aurait averti les pilotes près de 23 secondes avant l'impact avec le sol.

## Conséquences
3 recommandations de sécurité ont été émises par le NTSB à la suite de l'accident et de la publication du rapport final,.
En 1991, le « Omnibus Transportation Employee Testing Act » mis en place par le département des Transports des États-Unis requiert « des tests de dépistage de drogues et d'alcool pour les employés des transports sensibles à la sécurité dans l'aviation, le camionnage, les chemins de fer, les transports en commun, les pipelines et d'autres industries du transport. »,. Chaque année, le département des transports organise des dépistages aléatoires sur les employés de ses différentes branches. Environ 25 % des employés de l'aviation sont contrôlés pour l'utilisation de drogues et environ 10 % le sont pour l'alcool chaque année aux États-Unis. En 2015, plus de 28 600 tests de dépistage aléatoires de drogues ont été administrés aux pilotes aux États-Unis, parmi lesquels 12 ont été testés positifs pour les drogues lors du dépistage. La même année, 12 480 tests aléatoires concernant l'alcool ont été administrés aux pilotes aux États-Unis, parmi lesquels 10 se sont révélés positifs.

## Médias
L'accident a fait l'objet d'un épisode dans la série télévisée Air Crash nommé « Approche dangereuse » (saison 16 - épisode 6).

### Rapport final, Conseil national de la sécurité des transports, 1989
1. 1 2 3  NTSB 1989, p. 6.
2. ↑  NTSB 1989, p. 79.
3. ↑  NTSB 1989, p. 9.
4. ↑  NTSB 1989, p. 26.
5. 1 2  NTSB 1989, p. 78.
6. 1 2 3  NTSB 1989, p. 1.
7. ↑  NTSB 1989, p. 18.
8. 1 2  NTSB 1989, p. 27.
9. 1 2 3  NTSB 1989, p. 2.
10. 1 2  NTSB 1989, p. 20.
11. ↑  NTSB 1989, p. 28-29.
12. ↑  NTSB 1989, p. 34.
13. ↑  NTSB 1989, p. 33.
14. ↑  NTSB 1989, p. 34-35.

### Autres sources
1. ↑  (en) Associated Press, « Crash Survivors Hike Out in Deep Snow » [« Un survivant d'un accident a dû marcher dans la neige profonde »], sur www.latimes.com, Los Angeles Times, 21 janvier 1988 (consulté le 4 mai 2020).
2. ↑  (en) Associated Press, « Plane Crash Kills Eight in Colo.; Survivors Hike Out » [« Un accident d'avion tue huit personnes dans le Colorado ; survivant en longue marche »], sur www.latimes.com, Los Angeles Times, 20 janvier 1988 (consulté le 4 mai 2020).
3. ↑  (en) « Copilot of crashed aircraft had history of alcohol abuse » [« Le copilote de l'avion écrasé avait des antécédents d'abus d'alcool »], sur www.washingtonpost.com, The Washington Post, 17 mars 1988 (consulté le 4 mai 2020).
4. 1 2  (en) Frank T. Csongos, « Cocaine link to commuter airline crash called 'tragic reminder' » [« Un lien entre la cocaïne et le crash d'un avion régional appelé un « rappel tragique » »], sur www.upi.com, United Press International, 12 mars 1988 (consulté le 4 mai 2020).
5. ↑  (en) Nell Henderson, « Cocaine detected in body of pilot in commuter crash » [« De la cocaïne détecté dans le corps du pilote après l'accident d'un avion régional »], sur www.washingtonpost.com, The Washington Post, 12 mars 1988 (consulté le 4 mai 2020).
6. ↑  (en) Associated Press, « Traces of Cocaine Found in Pilot of Plane That Crashed, Killing Nine » [« Des traces de cocaïne trouvées dans le pilote d'un avion qui s'est écrasé, tuant neuf personnes »], sur www.latimes.com, Los Angeles Times, 12 mars 1988 (consulté le 4 mai 2020).
7. ↑  (en) Richard Witkin, « Cocaine Traces Are Found In Pilot Who Died in Crash » [« Des traces de cocaïne ont été trouvées dans un pilote décédé dans un accident »], sur www.nytimes.com, The New York Times, 12 mars 1988 (consulté le 4 mai 2020).
8. ↑  (en) David Briscoe, « Board Blames Pilot’s Cocaine Use In Colorado Crash » [« Le comité blâme l'utilisation de cocaïne par un pilote dans un accident au Colorado »], sur apnews.com, Associated Press, 2 février 1989 (consulté le 4 mai 2020).
9. ↑  (en) Aviation Safety Network, « Accident description - Trans-Colorado Airlines 2286 », sur aviation-safety.net (consulté le 4 mai 2020).
10. ↑  (en) Département des Transports des États-Unis, « Omnibus Transportation Employee Testing Act of 1991 », sur www.transportation.gov (consulté le 4 mai 2020).
11. ↑  (en) Janet Russell, « What You Need To Know About FAA Drug and Alcohol Testing Policies » [« Ce que vous devez savoir sur les politiques de dépistage des drogues et de l'alcool de la FAA »], sur www.confirmbiosciences.com, 22 mars 2017 (consulté le 4 mai 2020).
12. ↑  (en) Département des Transports des États-Unis, « Current Random Testing Rates : 2020 DOT Random Testing Rates » [« Taux de tests aléatoires actuels : Taux de tests aléatoires Département des Transports 2020 »], sur www.transportation.gov (consulté le 4 mai 2020).
13. ↑  (en) Will Garbe, « Spirit Airlines struggled with drug tests before Centerville pilot’s death » [« Spirit Airlines a eu du mal avec les tests de dépistage de drogue avant la mort du pilote de Centreville »], sur www.daytondailynews.com, Dayton Daily News, 9 juin 2017 (consulté le 4 mai 2020).
14. ↑  (en) Justin Bachman, « How Random Alcohol, Drug Testing Keep Skies Safe » [« Comment le dépistage aléatoire d'alcool et de drogues garde le ciel en sécurité »], sur www.insurancejournal.com, Insurance Journal, 2 septembre 2016 (consulté le 4 mai 2020).